# Regina Weber
Regina Weber född den 12 april 1963 i Winsen an der Luhe, Tyskland, är en västtysk gymnast.
Hon tog OS-brons i rytmisk gymnastik i samband med de olympiska gymnastiktävlingarna 1984 i Los Angeles.